# Герасимович Володимир Діонізійович
о. Володимир Діонізійович (Денисович) Герасимович, псевдоніми і криптоніми: Василь Трохимович, Кирик, Шпирка, В. Г., Г-ч, В. (1 (13) жовтня 1870, Золочів — 14 серпня 1940, Терпилівка, нині Підволочиський район Тернопільської області) — священник УГКЦ, письменник, етнограф, культурно-освітній діяч, перекладач, член товариства «Просвіта».

## Життєпис
Народився в Золочеві в сім'ї судді Дениса Герасимовича. Мати Володимира народилася в Крехові Жовківського повіту. Від 1872 р. упродовж десяти років сім'я проживала у Жовкві, винаймаючи одну із кімнат у василіянському монастирі Різдва Христового.
Закінчив Львівську духовну семінарію УГКЦ, університет (богословський факультет). Перед висвяченням одружився з Євгенією з роду Шухевичів. Рукоположений у священничий сан 16 грудня 1894 р. З 1895 року — на служінні: спочатку в селі Семичів, потім у м Тернопіль. З 1899 — у селі Терпилівка, де заснував читальню товариства «Просвіта», хор, аматорський театральний гурток, якими керував.
Виховав дочку Ганну-Зиновію (у шлюбі Когут) — хорову диригентку, композиторку, фольклористку, мемуаристку.
Помер і похований у Терпилівці.

## Творча спадщина
Опублікував понад 30 художніх творів: оповідань, п'єс, перекладів.
З численних фольклорно-етнографічних розвідок Герасимовича опубліковано:
- «Народні звичаї, обряди та пісні в селі Крехові Жовківського повіту» (в журналі «Правда», 1893, 1894).
- Герасимович В. Що то таке господарність (економія)? / за Герінгом розповів В. Герасимович. — У Львові: Накладом К. Паньківського, 1894. — 102, 2 с. — (Дрібна бібліотека ; кн. 4). [Архівовано 20 грудня 2021 у Wayback Machine.]

### Оповідання
- «Домовик» («Неділя», 1895, 21 травня)
- «Візитація» (1924)

### П'єси
- «Воєнні промисловці» (1917)
- «Мамона» (1922)
- «Бантикур умер» (1924)
- «Клопоти війта Смоктуна» (1934)
- «На колесі щастя» (1936)

У них із симпатією змальовував життя і звичаї сільські трудівників, висміював урядовців, лихварів, осуджував неробство, пияцтво.

### Переклади
Переклав окремі твори Льва Толстого («Крейцерова соната», 1902), Івана Тургенєва («Перша любов», 1910), Михайла Салтикова-Щедріна, Едмона Ростана («Самаритянка», 1930), К. Райса та ін.
Був знайомий з Іваном Франком (провадив із ним жваве листування), Осипом Маковеєм, Тимофієм Бордуляком, Володимиром Гнатюком, Франтішеком Ржегоржем.